# Michael Bratman
Michael Bratman (25 luglio 1945) è un filosofo e docente statunitense presso l'Università di Stanford.

## Biografia
Bratman si è laureato nel 1967 presso l'Haverford College conseguendo nel 1974 il dottorato di ricerca in filosofia presso l'Università Rockefelle, nella quale ha collaborato con Donald Davidson. Insegna dal 1974 presso l'Università di Stanford.
Nel 2012 è stato eletto Fellow dell'American Academy of Arts and Sciences . Nel 2014, la Oxford University Press ha pubblicato una raccolta di saggi sul lavoro di Bratman scritta da colleghi ed ex studenti intitolata Rational and Social Agency: The Philosophy of Michael Bratman. Una recensione su Notre Dame Philosophical Reviews ha osservato che "la nostra stessa comprensione di cosa significhi formare un piano o un'intenzione condivisa è dovuta in gran parte al lavoro estremamente influente di Michael Bratman".

## Lavoro filosofico
Bratman lavora nella filosofia dell'azione e nella filosofia morale ed è meglio conosciuto per il suo sviluppo dell'idea che "l'intenzione è un atteggiamento pratico distintivo caratterizzato dal suo ruolo fondamentale nella pianificazione del futuro".
Questo lavoro lo ha portato al modello BDI (beliefs, desires, intentions, letteralmente "convinzioni, desideri, intenzioni") che viene utilizzato oggi in molte aree, inclusa l'intelligenza artificiale. La teoria delle intenzioni come piani di Bratman ha portato anche a un resoconto distintivo e ampiamente discusso dell'" intenzionalità collettiva".